# Ville minière (Hongrie)

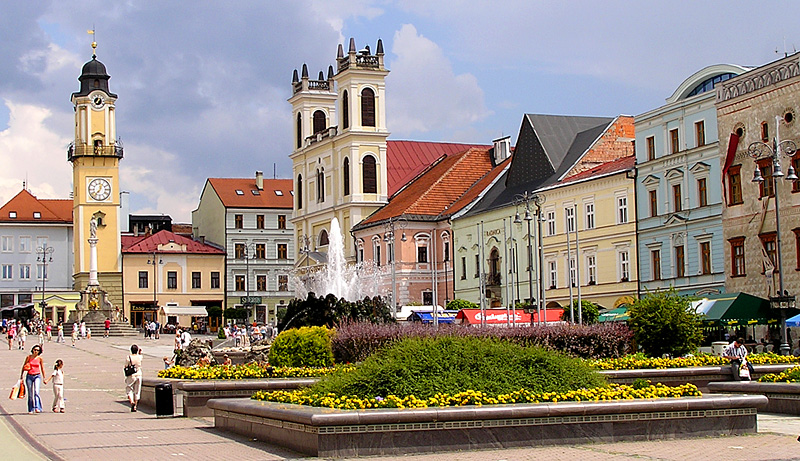
Banská Bystrica,.

La ville minière (en hongrois : bányaváros ; en latin : civitates montanae) désigne un rang de ville au sein de l'ancien royaume de Hongrie, apparu au XIIIe siècle et supprimé à la fin du XIXe siècle. Les villes minières se caractérisent par certains privilèges. Le statut de ville minière est souvent lié aux implantations souabes ou saxonnes (colonisation allemande de l'Europe centrale) au sein de la plaine danubienne, en Haute-Hongrie (actuelle Slovaquie) et en Transylvanie.